# Speciální pedagogika
Speciální pedagogika (dále zkratka SP) je vědní disciplína zabývající se zákonitostmi rozvoje, péče, výchovy a vzdělávání lidí s nějakým druhem postižení či znevýhodnění, jejich socializací, a to od jejich narození do konce života. Předmětem SP je zkoumání podstaty a zákonitostí výchovy a edukace jedinců se speciálními potřebami. Cílem SP je maximální rozvoj osobnosti jedince s postižením či znevýhodněním a dosažení maximální úrovně jeho socializace. SP jako teoretická disciplína začala být uznávána na přelomu 19. a 20. století.

## Vývoj názvu oboru
Pojem speciální pedagogika se postupně pozměňoval a specifikoval. Ve světě není dosud pojmenování tohoto vědního oboru jednotné, po obsahové stránce jsou však přístupy odborníků blízké. České označení SP se ustálilo v 70. letech 20. století. Ve vývoji názvu se můžeme setkat s těmito termíny (v závorce jméno odborníka, který termín začal používat):
- pedagogická patologie (Adolf Strümpel),
- léčebná pedagogika (Adolf Dannemann),
- pedopatologie (František Čáda),
- duševně úchylné děti (František Čáda),
- nápravná pedagogika (Jan Mauer),
- sociální pedagogika (František Štampach),
- zvláštní péče (František Ludvík),
- speciální pedagogika defektologická (Ludvík Edelsberger),
- defektologie (Miloš Sovák),
- speciální pedagogika (Bohumír Popelář, Miloš Sovák).[1]

## Vztah speciální pedagogiky k jiným vědám
Vědy, ze kterých speciální pedagogika čerpá, se mohou členit na dvě skupiny:
- vědy hraniční – centrem zkoumání těchto věd je také člověk, ale zabývají se jím z jiného úhlu pohledu – pedagogika, psychologie, sociologie, biologie, medicína a další,
- vědy pomocné – poznatky těchto věd SP využívá při stanovení svých cílů a při popisu jedince, u kterého se má dosáhnout určitého cíle. Pomocné vědy se dále člení na vědy normativní, které popisují, jaký by jedinec měl být (etika, logika, estetika, právo…), a na vědy deskriptivní, které popisují, jaký člověk je (patopsychologie, patobiologie, sociální patologie, kybernetika, psycholingvistika, sémiotika, bionika a další).

SP je nejtěsněji spjata s obecnou pedagogikou a didaktikou. Vzájemný vztah je určen obecným filozofickým principem dialektické jednoty obecného a speciálního. Proces speciální výchovy a vzdělávání nelze naplňovat bez dostatečných znalostí odlišnosti vývoje v oblasti fyziologie a patologie, které jsou součástí biologických věd, a studia psychických zvláštností v oblasti společenských věd: psychologie, patopsychologie, psychopatologie, sociologie, sociální patologie a sociální psychologie.

## Členění speciální pedagogiky

### 1. členění podle předmětu péče
Speciální pedagogika se může dělit podle konkrétních skupin lidí s určitým druhem postižení či znevýhodnění:
- psychopedie – pedagogika osob s mentálním postižením
- somatopedie – pedagogika osob s tělesným postižením, zdravotním oslabením nebo onemocněním
- logopedie – pedagogika osob s narušenou komunikační schopností, a to jak vady výslovnosti (dyslalie), tak i specificky narušený vývoj řeči (vývojová dysfázie), nemluvnost, narušenou plynulost řeči a další
- surdopedie – pedagogika osob se sluchovým postižením
- tyflopedie (oftalmopedie) – pedagogika osob se zrakovým postižením
- etopedie – pedagogika osob s poruchami chování
- SP osob s kombinovaným postižením
- specifické poruchy učení (parciální nedostatky) nebo chování[1]
- SP osob s mimořádným nadáním, nová tendence zařazovat tuto problematiku do kompetence speciální pedagogiky

### 2. členění podle věku
- speciální pedagogika raného věku
- speciální pedagogika předškolního věku
- speciální pedagogika školního věku
- speciální pedagogika dospělých (speciálněpedagogická andragogika)
- speciální pedagogika seniorů (speciálněpedagogická gerontagogika)[2]

### 3. členění ze všeobecného hlediska
- všeobecné základy speciální pedagogiky – terminologie, systém
- historiografie speciální pedagogiky
- metodologie speciální pedagogiky – metodologie výzkumu, diagnostika
- filozofie speciální pedagogiky – teoretická východiska speciální pedagogiky
- teorie komunikace osob s postižením – např. augmentativní a alternativní komunikace
- výchovná rehabilitace
- nauka o školách a zařízeních primárně určených pro osoby s některým druhem postižení či znevýhodnění
- komparativní speciální pedagogika – srovnávání edukačních systémů a teoretických koncepcí[2]

## Stručné dějiny speciální pedagogiky
Nelze opomenout významnou pedagogickou osobnost – Jana Ámose Komenského (1592–1670), který se jako první v Čechách zabýval edukací postižených. Ve svých dílech vyzýval ke změně postojů k těm dětem, které až do té doby byly – pro nějaký nedostatek nebo odlišnost – z výchovného a vzdělávacího procesu vylučovány. Až do konce 18. století byly děti řazené podle dobové terminologie mezi „hluchoněmé, slepé, idiotické, zmrzačené, mravně narušené nebo nezhojitelně choré“.
Historii speciálněpedagogického myšlení lze zjednodušeně rozdělit do čtyř období:

### Počáteční období speciálněpedagogického myšlení
Počátky speciálněpedagogického myšlení(2. polovina 19. století)
Doba mezi objevujícím se zájmem o léčbu, výchovu a řešení právní problematiky postižených a vznikem prvních odborných ústavů pro osoby s různými typy vad a poruch. Za jedno ze základních děl lze považovat Pädagogische Pathologie (= pedagogická patologie), od autora Ludwiga Adolfa Strümpela. Zabývá se zjišťováním, tříděním a celkovou diagnostikou různých vad a odchylek, jejich příčinami, profylaxí a terapií. V roce 1911 zavedl Dannemann pojem léčebná pedagogika (Heilpädagogik). V českých zemích se tento termín však neujal.

### Druhé období speciálněpedagogického myšlení
(2. polovina 19. a začátek 20. století – částečně se překrývá s 1. obdobím)
V Čechách i na Moravě vznikala střediska odborné péče o postižené.
Začátek 20. století byl důležitým obdobím pro rozvoj teorie výchovy a vzdělávání postižených. Vyhlašování tzv. „století dítěte“ mělo svůj ohlas i v pedagogice. Snahy o prokázání práva učitelů na metodickou volnost byly provázeny tzv. hnutím za uměleckou výchovu (např. František Bakule), pokusy o reformu školství, třemi českými sjezdy pro péči o slabomyslné a školství pomocné (1909–1913). Teoretickou platformou nových pedagogických tendencí byla nová vědní disciplína – pedologie. Hlavní představitel pedologického směru byl prof. František Čáda (1865–1918). Objasňoval význam pedologické teorie jako základny pro praktické aplikace v péči o mládež. Důraz na myšlenku, že dítě má nárok na vlastní právo, dětskou svéráznost a dětské hodnoty. „Dítě není „zmenšeninou“ dospělého, ale je jinou lidskou kvalitou se svým vlastním způsobem myšlení a prožívání.“ (tzv. pedocentrismus, Koperníkovské sluníčko). V roce 1910 byl spoluzakladatelem (s Jindřichem Matiegou a Janem Dolenským) pedologického ústavu hl. města Prahy. Období 1. světové války a roky po ní přineslo řadu nových podnětů a praktickou potřebu řešení závažných sociálních problémů, mezi něž patřily i děti a mládež „abnormální“. Tato potřeba byla východiskem komplementární disciplíny k pedologii – pedopatologie. Prof. Čáda usiloval, aby pedopatologie propojovala vědy o biologii i psychologii „abnormálního dítěte“. Dále zavedl termín děti úchylné, tím označoval přechodovou kategorii mezi hluboce mentálně postiženými, tj. „nejhlubšími idioty“, a lehce mentálně postiženými, „lehce abnormálními“. Původně úzce chápaný pojem nabyl později širšího významu a dostal se do názvu oborového časopisu „Úchylná mládež“, který vycházel od roku 1925.
Jan Mauer (1878–1937) zavedl termín nápravná pedagogika (zkratka NP). Vědní obor, který měl být protiváhou medicínsky orientované pedopatologie a měl 3 cíle:
1. pomáhat „abnormálním“ jedincům k tělesnému uzdravení
2. podněcovat jejich vývoj tělesným a duševním cvičením
3. v rámci jejich možností je připravovat pro praktický život

Největšího rozvoje dosáhla NP v období první republiky, a to ve všech dílčích zaměřeních podle skupin postižených. Dokladem toho bylo 5 sjezdů pro výzkum dítěte, které se konaly v letech 1922–1933. Praktickou odezvou bylo vybudování sítě „pomocného školství“, tj. speciálního školství. O to se nejvíc zasloužil Josef Zeman (1867–1961), který byl všestranně zaměřeným pedagogem a po roce 1919 působil na ministerstvu školství a národní osvěty.
V tomto období byly položeny základy teorie komplexní rehabilitační péče, ale i tzv. „koedukace“ (integrace) tělesně postižených a zdravých dětí a mládeže; byla obhájena nutnost zřízení škol při nemocnicích, zavedena léčebná tělesná výchova, pracovní výchova používána v rámci komplexní terapie i přípravy pro povolání pohybově postižených, publikovány první metodické příručky tzv. exkurzního vyučování a nápravného psaní tělesně postižených. Druhé období speciálněpedagogického myšlení bylo zaměřeno zejména na zpracovávání jednotlivých podoborů speciální pedagogiky (dle typů postižených).

### Třetí období speciálněpedagogického myšlení
(přibližně 1945–1950)
Toto období je spjato se jménem antropologa Františka Štampacha (1895–1976). Pokusil se vymezit obecnou teorii pro nápravu „vad a chorob mládeže“. Použil termín sociální pedagogika, která byla zaměřena na oblast ochranné, nápravné a léčebné výchovy mládeže tělesně, duševně a mravně narušené. Rozlišil 4 tzv. pracovní soubory:
- psychopedii pro vady duševní a mravní
- ortopedii pro vady tělesné
- logopedii pro vady hlasu, řeči a sluchu
- okulopedii pro vady zraku

Základním principem i metodou sociální pedagogiky byla reedukace, jíž Štampach chápal sociální regeneraci.

### Čtvrté období
(od r. 1948)
Prof. Miloš Sovák (1905–1989) užil v roce 1953 pojem defektologie. Pojem speciální pedagogika poprvé užil v roce 1954 Bohumír Popelář. Ludvík Edelsberger se pokusil v roce 1965 zavést termín speciální pedagogika defektologická. Termín speciální pedagogika definitivně zavedl Miloš Sovák (v Nárysu speciální pedagogiky – 1972), jako první vedoucí katedry speciální pedagogiky na Univerzitě Karlově. Speciální školství označil tehdy jako „školství pro mládež vyžadující zvláštní péče“. Vytvořil základní rámec oboru; jeho nárys SP je dodnes platným východiskem teorie i praxe speciální pedagogiky v Česku.